# Spencer Kimball
Spencer Kimball amerikai számítógépes programozó, vállalkozó és üzletvezető. A Cockroach Labs vezérigazgatója, egy társaság, amelyet 2015-ben alapított. Programozóként végzett munkája magában foglalja a GNU Image Manipulation Program (GIMP) létrehozását, miközben még egyetemre jár, és segíti a CockroachDB, a Cockroach Labs névszerkesztő szoftverének forráskód-fejlesztésének támogatását. A Cockroach Labs mellett Kimball más tech-vállalkozások alapításában is részt vett, köztük a WeGo és a Viewfinder.

## Fiatalkora és tanulmányai
Kimball a kaliforniai Berkeley Egyetem hallgatójaként 1995-ben dolgozott osztályozási projektként a GNU Image Manipulation Program (GIMP) első változatán, szobatársával, Peter Mattisszal. Kimball emellett tagja volt egy Berkeley hallgatói klubnak, az eXperimental Computing Facility-nek (XCF). Az XCF-szel töltött ideje alatt írta meg a GIMP kódját.  Kimball 1999-ben azt mondta: "A forráskód első sorától az utolsóig a GIMP mindig a" szoftverdíjaim "volt, amelyeket a szabad szoftvermozgásért fizettem. Az emacs, gcc, Linux stb. Használatát követően valóban úgy éreztem, hogy adósa vagyok a közösségnek, amely nagymértékben megváltoztatta számítástechnikai fejlesztésemet." Kimball számítástechnikai kitüntetést szerzett BA-ban Berkeley-ben 1996-ban.

## Karrier
Kimball munka miatt abbahagyta az egyetemet, és többnyire befejezte kapcsolatát a GIMP fejlesztő közösségével. 1998-ban megalapította a WeGo-t, egy webes közösségek felépítéséhez eszközöket kínáló céget, és a társaság CTO-jának szolgált. Az XCF-en tartva találkozott Gene Kan-nal, aki szintén tagja volt, és később a ketten együtt dolgoztak a Gnutella hálózat fájlmegosztó programján, a nyílt forráskódú Unix / Linux kliens gnubilén. 2000-ben elkészítette a GIMP-nek az OnlinePhotoLab.com web alapú verzióját, viszont ezen a változaton hamar túlléptek. Ezt a technológiát később az Ofoto online képmanipulációs eszközeibe építették bele. 
Kimball 2002-ben kezdett el dolgozni Google-lal a Mountain View projekten, majd 2004-ben átkerült a Google New York-i irodájába. A Google egyik mérnökeként segített a Colossus, a Google File System új verzióján. A Google Servlet Engine-en is dolgozott.
2012 januárjában Kimball Mattisszal és Brian McGinnisszel együtt, korábban a Lehman Brothers társasággal elindította a Viewfinder céget. A társaság kifejlesztett egy alkalmazást, amely lehetővé tette a közösségi média felhasználóinak számára, hogy megosszák a fényképeket, privát módon csevegjenek, és keressenek fotóelőzményeket anélkül, hogy kilépnének az alkalmazásból. A társaságot a Square, Inc. 2013 decemberében felvásárolta. Kimball a New York-i Square New York-i irodájába ment, ahol a társaság keleti partvidékének magas rangú tagjává vált.
Míg a Google-ben a Kimball Bigtable néven futó adatbázist használt, és követte a Spanner néven ismert következő generációjának fejlődését. Az adatbázis több ezer szerver között szervezi az adatokat, hogy a Google-alkalmazások online maradhassanak, még akkor is, ha egy teljes adatközpont offline állapotban lenne. Kimball használni akarta ezt a szoftvert, de úgy látta, hogy a Google-on kívül semmi elérhető program, mint zárt vagy hasonló képességű, nyílt forrású szoftver.  Segítséget kért Mattis-tól  Ben Darnellrel (voltGoogle Reader csapattag) megalapították a Cockroach Labs társaságot, hogy kereskedelmi támogatást nyújtsanak a CockroachDB-nek, egy nyílt forrású projektnek, amelyet 2014 februárjában indított a GitHubon.  Kimball a cég vezérigazgatója, és hozzájárult a CockroachDB forráskódjának fejlesztéséhez. 

## Magánélet
Spencer nevét dédapjáról, az LDS egyház elnökétől, Spencer W. Kimballtól kapta.

## Fordítás
- Ez a szócikk részben vagy egészben  a   Spencer Kimball (computer programmer) című angol Wikipédia-szócikk ezen változatának fordításán alapul.  Az eredeti cikk szerkesztőit annak laptörténete sorolja fel. Ez a jelzés csupán a megfogalmazás eredetét és a szerzői jogokat jelzi, nem szolgál a cikkben szereplő információk forrásmegjelöléseként.